# Mednarodna konvencija o ureditvi kitolova
Mednarodna konvencija o ureditvi kitolova (angleško International Convention for the Regulation of Whaling, ICRW) je mednarodni sporazum, ki so ga podpisali predstavniki 15 držav z razvito panogo kitolova na Mednarodni konferenci o kitolovu leta 1946 v Washingtonu. Sporazum, odprt za vse države pristopnice, določa načrt gospodarskega izkoriščanja kitov v svetovnih oceanih, ki je zavezujoč za vse podpisnice, pooblašča podpisnice, da izdajajo dovoljenja za kitolov v znanstvene namene, in priznava pravice staroselskih ljudstev do izvajanja kitolova za lastne potrebe. Poleg tega določa izvršni organ – Mednarodno komisijo za kitolov (IWC), ki na rednih letnih zasedanjih sprejema spremembe načrta (tj. zaščito posameznih vrst, lovne sezone, območja dovoljenega kitolova, intenzivnost kitolova, dovoljeno opremo, obveznost poročanja) in druge popravke konvencije.
Konvencija je stopila v veljavo leta 1948, ko so jo ratificirale Norveška, Združeno kraljestvo, Sovjetska zveza in Združene države Amerike, naslednje leto pa je prvič zasedala Mednarodna komisija za kitolov, v sklopu katere so bili vzpostavljeni komiteji za znanstvene in tehnične zadeve ter finance in administracijo. Trenutno ima 88 držav pristopnic. Slovenija je konvencijo ratificirala leta 2006.

## Izvajanje in razvoj konvencije
Prvotni namen konvencije je bil postaviti vzdržne okvirje za kitolov, ki je zaradi tehnoloških izboljšav in intenzifikacije v začetku 20. stoletja resno ogrozil populacije glavnih lovnih vrst kitov na globalni ravni ter nekatere privedel na rob izumrtja, in omogočiti dolgoročno izkoriščanje kitov. Podoben namen so imele predhodne konvencije, sprejete v obdobju med obema vojnama, ki pa so bile popolnoma neučinkovite. Tudi ICRW v prvih nekaj desetletjih zaradi določitve močno previsokih kvot ni pripomogla k okrevanju populacij: nasprotno, ker so takratna pravila določila globalno kvoto, so sprožila intenzivno tekmo med državami z najmočnejšimi kitolovnimi flotami, kdo bo ujel največji delež te kvote.V 1950. letih je zaradi sporov med razpravo o zmanjšanju obsega kitolova IWC skoraj razpadel, kmalu po tistem pa je kitolov sam po sebi močno upadel zaradi skorajšnjega izumrtja glavnih lovnih vrst in članice so sredi 1960. sprejele znatno zmanjšanje kvot.
Nov preobrat je sledil v začetku 1970. let z vzponom nevladnega aktivizma za reševanje kitov, ko je h konvenciji je pristopila množica držav brez gospodarskih interesov na tem področju, kar je spremenilo razmerja moči. Razprava se je preusmerila od gospodarskih interesov k okoljevarstvenim in globalno kvoto so nadomestili drugi upravljavski mehanizmi, vključno s strogo zaščito vrst, za katere bi se izkazalo, da so tik pred izumrtjem, in določitvijo zavarovanih območij, predlagan pa je bil tudi začasni moratorij na komercialni kitolov. Ta je bil sprejet leta 1982 (v veljavo je stopil leta 1986), da bi omogočil populacijam kitov, da si opomorejo pred nadaljevanjem gospodarskega izkoriščanja. Vendar pa se je bila razprava o kitolovu že bistveno spremenila zaradi močnega okoljevarstvenega gibanja v razvitih državah, pa tudi zmanjšanja gospodarskega pomena te dejavnosti. Pomembno vlogo je dobilo prepričanje, da je kitolov povsem nesprejemljiv iz etičnih razlogov. Tako so vsi predlogi za določanje novih pravil komercialnega kitolova (čeprav z zelo omejenimi kvotami) naleteli na močno nasprotovanje večine članic in javnosti, tako da moratorij ostaja v veljavi vse do danes. To je zares vodilo v povečanje številčnosti več vrst velikih kitov, kot so grbavci in sinji kiti, medtem ko je varstveni status številnih drugih vrst bolj zapleten.
Izvajanje konvencije dodatno zapleta dejstvo, da se lahko država izvzame iz izvajanja določenega amandmaja načrta kitolova, preprosto tako, da vloži pritožbo nad njim. Poleg tega lahko svobodno v celoti odstopi od konvencije in kasneje spet pristopi. Devet držav je doslej odstopilo od konvencije po ratifikaciji, še deset pa jih je začasno odstopilo in kasneje znova ratificiralo konvencijo. Japonska je zadnja država, ki je odstopila od ICRW (leta 2019); Japonska je bila že pred tem tarča kritik mednarodne skupnosti, saj je zaobšla moratorij tako, da je opredelila ves svoj kitolov v znanstvene namene, čeprav so meso potem prodali.
Zaradi nedoločenosti v številnih pogledih vse do danes ostaja učinkovitost konvencije bolj politično kot pravno vprašanje, odvisno predvsem od odnosa javnosti v posameznih državah.